# Duguetia gentryi
Duguetia gentryi är en kirimojaväxtart som beskrevs av Paulus Johannes Maria Maas. Duguetia gentryi ingår i släktet Duguetia och familjen kirimojaväxter. Inga underarter finns listade i Catalogue of Life.